# Hermandad de la Coronación (Jerez)
La Muy Ilustre, Antigua y Venerable Hermandad del Santísimo Cristo de la Coronación de Espinas, María Santísima de la Paz en su Mayor Aflicción y San Juan Bautista, popularmente conocida bajo el nombre de la Coronación, es una cofradía religiosa católica de Jerez de la Frontera (España). Procesiona en la tarde del Domingo de Ramos.
En 2025 recibe la Medalla de Oro de Jerez

## Historia
La hermandad se funda en el año 1615 como Hermandad de San Juan Bautista, en la por entonces Colegial, en el añoi 1649 se trasladan a la ya desaparecida Iglesia del Convento de San Agustín. En el año 1665 encargan la Imagen del Señor, y posteriormente la de la Virgen. En 1896 se reorganiza la Hermandad, volviendo a procesionar Ya en el año 1912 abandonan el convento para trasladarse a su actual sede en la Capilla de los Desamparados.

## Túnica
Túnica de capa blanca con las vueltas de color negro, botonadura negra, cingulo negro y antifaz de terciopelo negro. Calcetín blanco y zapatos negros con la hebilla de la hermandad.

## Pasos
El paso de misterio representa el momento en que Cristo, tras ser azotado es coronado de espinas entre las burlas de los soldados romanos en el palacio de Poncio Pilatos.
En el segundo paso, la Virgen de la Paz y Aflicción bajo palio.

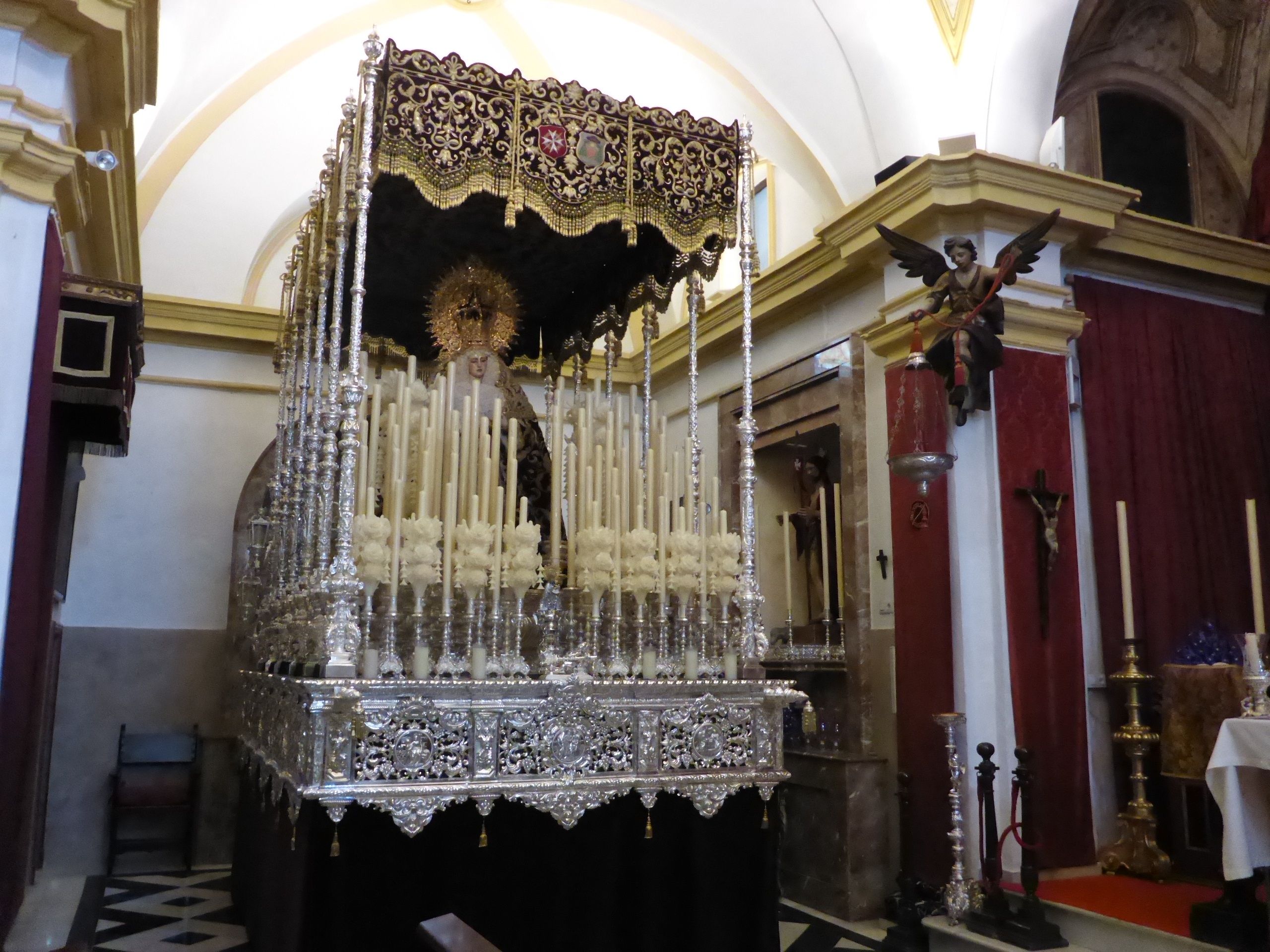
María Santísima de la Paz en su Mayor Aflicción

## Paso por Carrera Oficial
| Predecesor: La Borriquita | Orden de entrada en Carrera Oficial (Domingo de Ramos) 2º lugar | Sucesor: Pasión |